# Strijkstokkenmaker

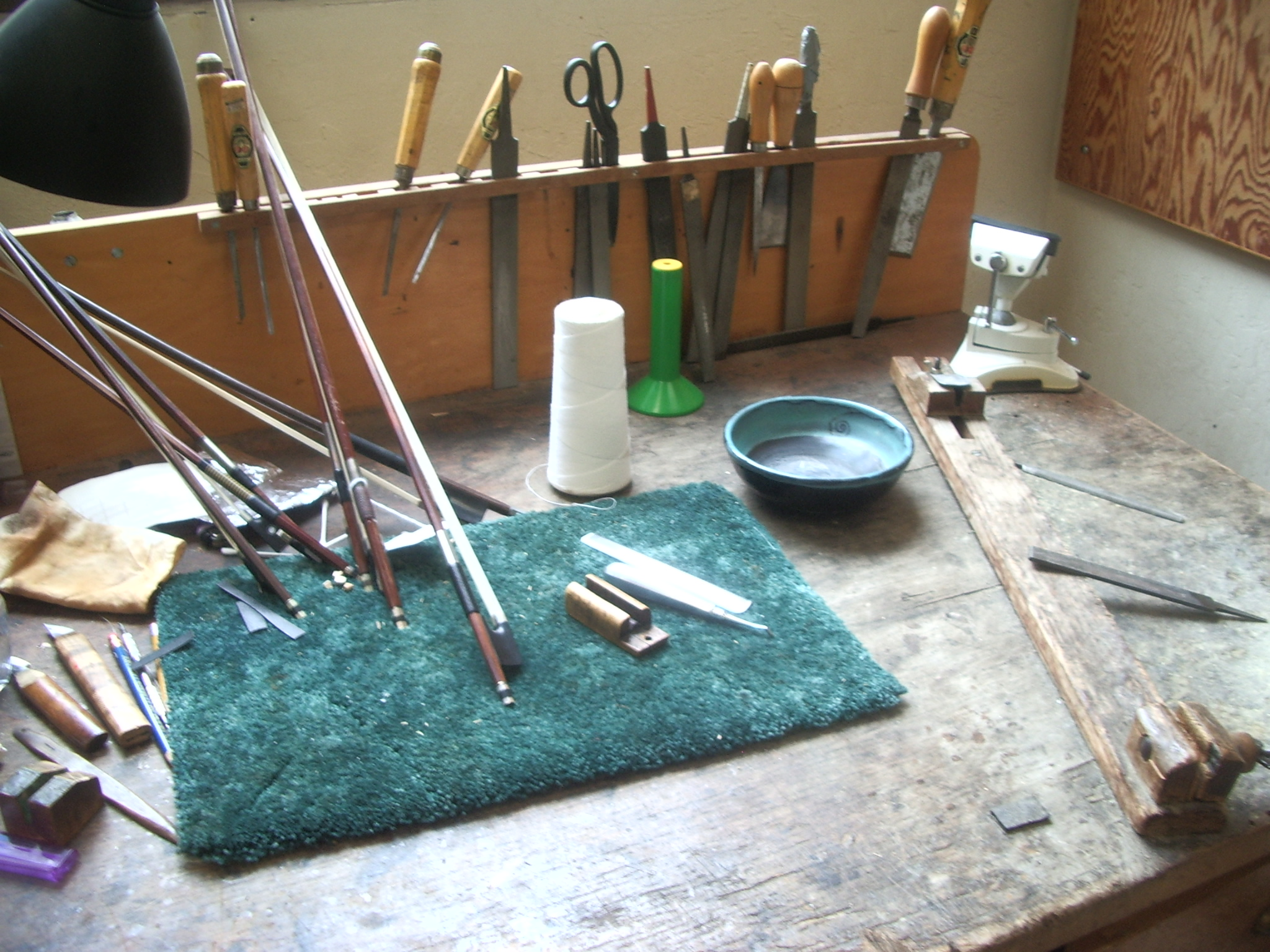
Werkplaats van een Italiaanse strijkstokkenmaker

Strijkstokkenmaker of archetier is een zelfstandig beroep, dat losstaat van bouwers van muziekinstrumenten.
Slechts weinig vioolbouwers hebben ook het bouwen van strijkstokken geleerd. Het vervangen van de haren, wat regelmatig moet worden gedaan, is echter gewoon routinewerk, dat ook de meeste vioolbouwers kunnen doen.
De strijkstok wordt met de hand gesneden. De steel is vaak gemaakt uit pernambukhout (of uit letterhout, etc) en de slof meestal uit ebbenhout. De haren van de strijkstok zijn paardenstaartharen.